# Francesco Paolo Altamura
Francesco Paolo Altamura (Milano, 8 novembre 1906 – ...) è stato un calciatore italiano, di ruolo difensore.

## Carriera
Ha giocato per due stagioni consecutive (dal 1928 al 1930) in massima serie con il Verona, per un totale di 7 presenze.